# Bytové domy Unitas

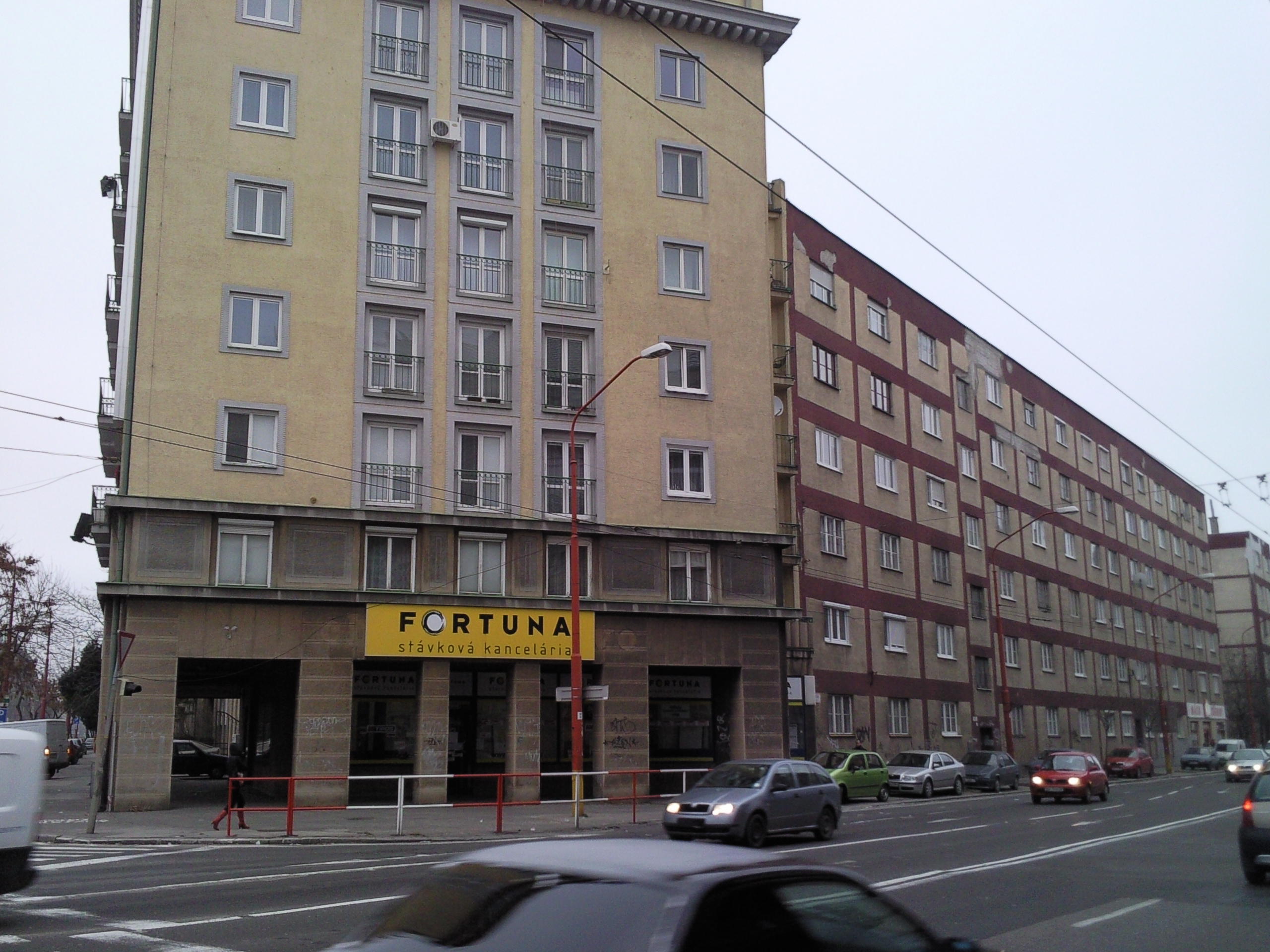
Bytové domy Unitas

Unitas je skupina pavlačových domů s malými byty patřící mezi obytné soubory, které stavělo město Bratislava pro sociálně slabé obyvatelstvo na počátku 30. let 20. století. Nachází se na ulici Šancová v Bratislavě a autory jsou Fridrich Weinwurm (1885–1942) a Ignác Vécsei.

## Vznik a filozofie výstavby
V roce 1930 se v Bratislavě, v souvislosti s novým zákonem o bytové výstavbě, odhodlali řešit nedostatek bytů výstavbou velkého komplexu městských bytů pro sociálně slabé vrstvy. F. Weinwurm s I. Vécseiem navrhli řadovou zástavbu, která sestávala ze sedmi dlouhých pavlačových domů. Idea volné zástavby v zeleni byla pro bratislavské městské reprezentanty novinkou. Jako vedoucí příslušného městského oddělení působil v té době architekt Eugen Barta, příznivec novinek i obou architektů. Díky jeho podpoře se na bratislavské poměry revoluční Unitas (1932, Šancová 21-63) podařilo postavit.

## Koncepce
Je zde sedm domů v řadové zástavbě kolmé na ulici. Řadová zástavba byla funkcionalistickou reakcí na nehygieničnost těsné blokové zástavby s temnými dvory. Unitas je její nejvýraznějším příkladem na Slovensku. Jednotlivé domy mají strohý vzhled. Na hladké fasádě pouze tmavočervené pásy jako by naznačovaly, kde je pod omítkou skrytý skelet budovy. Komplex byl ojedinělým příkladem funkcionalistických pavlačových domů a odrážel moderní představy o úsporném bydlení.

## Dispoziční řešení
Šestipodlažní domy skládají ze tří sekcí se samostatnými schodišti. Vstupy do jednotlivých bytů jsou umístěny na společných pavlačích na severní straně. Byty měly lokální vytápění. Na koncích bloků jsou dvoupokojové byty (celkem 50), uprostřed jednopokojové (240). Malé byty mají racionální dispozici založenou na obývacím pokoji s kuchyňskou nikou a příslušenstvím. Architekti původně navrhli do bytů vestavěný nábytek a lehký mobiliář z ocelových trubek. Svědčí o tom perspektivní kresby interiéru navrhovaných bytů. V souvislosti s možným předražením stavby se však nakonec navržený nábytek nerealizoval. Přesto dům upoutal pozornost klíčové osobnosti české avantgardy Karla Teigeho. Zabýval se jím v publikaci Nejmenší byt a tvrdil, že "byl nejprve myšlen jako kolektivizované bydlení, ale bylo nutné od toho upustit a zařídit tamní byty jako malé domácnosti s kuchyněmi."

## Protichůdné názory kritiků
Domácí scéna byla k projektu kritická. "Formalistické prvky přece jen neodpadly úplně a určitě šly na úkor funkčnosti a důslednosti sociální (například pavlače organizované od symetrického středu, a ne jen od východu)" vyčítal Weinwurmovi historik umění a kritik architektury působící v Bratislavě Antonín Hořejš. "Weinwurm usiloval o kulturnost výrazu. Snažil se o to zejména v této konkrétní roli, při stavbě sídliště pro sociálně slabé vrstvy, "brání Weinwurmovu koncepci Unitasu L. Foltyn a dále zdůvodňuje jeho postup zejména snahou přiblížit se" obecně srozumitelnými estetickými komponentami architektonické řeči "vkusu budoucích obyvatel domů.